# Fáj
Fáj este un sat în districtul Encs, județul Borsod-Abaúj-Zemplén, Ungaria, având o populație de 381 de locuitori (2011). 

## Demografie
Componența etnică a satului Fáj
     Maghiari (98,13%)
     Romi (1,87%)
Componența confesională a satului Fáj
     Romano-catolici (83,99%)
     Fără religie (5,25%)
     Reformați (1,57%)
     Greco-catolici (1,05%)
     Necunoscută (8,14%)
Conform recensământului din 2011, satul Fáj avea 381 de locuitori. Din punct de vedere etnic, majoritatea locuitorilor (98,13%) erau maghiari, cu o minoritate de romi (1,87%).  Din punct de vedere confesional, majoritatea locuitorilor (83,99%) erau romano-catolici, existând și minorități de persoane fără religie (5,25%), reformați (1,57%) și greco-catolici (1,05%). Pentru 8,14% din locuitori nu este cunoscută apartenența confesională.